# Pennies for Peppino
Pennies for Peppino ist ein Lied aus dem Soundtrack des Films Flying with Music aus dem Jahr 1942 unter der Regie von George Archainbaud. Komponiert wurde der Song von Edward Ward, getextet von Chet Forrest und Bob Wright. Gesungen wird er im Film von einer Gruppe von Kindern, die auf einem Wagen in die Stadt gezogen werden und dort um Pennies for Peppino betteln. Neben der Kategorie „Bester Song“ war Edward Ward mit Flying with Music für die „Beste Filmmusik in einem Musikfilm“ nominiert, musste sich jedoch Ray Heindorf und Heinz Roemheld mit ihrer Musik für den Musicalfilm Yankee Doodle Dandy geschlagen geben.
1943 war Pennies for Peppino in der Kategorie „Bester Song“ für einen Oscar nominiert. Die Auszeichnung ging jedoch an Irving Berlin für sein Lied White Christmas aus dem Tanzfilm Musik, Musik.